# Andrzej Kretkowski (zm. 1643)
Andrzej Kretkowski herbu Dołęga (zm. w 1643 roku) – wojewoda brzeskokujawski w latach 1637–1643, kasztelan brzeskokujawski w latach 1632–1637, podkomorzy brzeskokujawski w latach 1623–1632, marszałek dworu królewicza Aleksandra.
Jako senator wziął udział w sejmach: 1632 (I), 1632 (III), 1633, 1634, 1635 (I), 1635 (II), 1638, 1640 i 1641 roku.
Syn Łukasza (zm. 1603), kasztelana brzeskokujawskiego i Barbary Drzewickiej (zm. 1622). Brat Erazma (1595–1639), oficjała generalnego krakowskiego.
Dwukrotnie żonaty. Pierwsza żona Katarzyna Konopacka, córka Łukasza i siostra Fabiana (zm. 1619), kanonika poznańskiego, gnieźnieńskiego i chełmińskiego urodziła trzech synów i cztery córki. Druga żona Jadwiga Tylicka była córką Jakuba Tylickiego, cześnika kaliskiego.
Studiował w Würzburgu w 1601 roku, w Padwie w 1601 roku, Bolonii w 1603 roku.
Poseł na sejm 1618, następnie podkomorzy Brześcia Kujawskiego 1623. Poseł z województwa brzeskokujawskiego na sejm i deputat tego województwa na Trybunał Skarbowy Koronny w 1627 roku. Poseł na sejm 1628 roku. Poseł na sejm zwyczajny 1629 roku z województwa brzeskokujawskiego i inowrocławskiego. Podpisał pacta conventa Władysława IV Wazy w 1632 roku. W latach 1632–1637 pełnił urząd kasztelana brzeskokujawskiego. Od 1637 do 1643 wojewoda brzeskokujawski.